# Кућа Бранислава Којића
Кућа Бранислава Којића се налази у Београду, у Улици Добрице Ћосића 6, и од 1976. године представља непокретно културно добро као споменик културе.
Архиктета Бранислав Којић као један од оснивача Групе архитеката модерног правца, пројектовао је кућу за своје потребе 1926. године и реализација је настала као резултат истраживања на пољу повезивања препознатљивих мотива традиционалног градитељства и елемената модерне архитектуре.
Главном фасадом куће доминирају два еркера на првом спрату и истурени кров који прати заобљеност форми. Пластична мекоћа валовитог зида, постигнута стилизацијом еркера преузетих из народног градитељства, препознатљив је мотив који овај објекат сврстава у прве примере експресионизма у стамбеној архитектури код нас.